# Паутинообразная модель
Паутинообразная модель (теорема) — микроэкономическая модель, которая при совершенной конкуренции устанавливает цены на основе колебаний спроса и предложения, производство и цены на товары с небольшим сроком хранения, выйдя из состояния равновесия, не обязательно возвращаются к нему. Модель получила своё название в 1934 году благодаря экономисту Николасу Калдору на основании того, что график кривых, отражающих изменения цен, образует паутину.

## История создания
Регулярно повторяющиеся циклы производства и цены по сырьевым товарам были отмечены ещё в работах С. Беннер «Пророчество Беннера будущих взлетов и падения цен» 1876 года, Эзекиель  М. и Хаас Г. С. «Факторы, влияющие на цены свинины» 1926 года и статьи Артура Ханау «Прогноз цен на свинину» 1927 года, которые сформировали свиной бизнес - цикл, на основе которого в свою очередь были открыты циклы Китчина.
Постоянные колебания цен на рынках продукции, чьё производство занимает значительное время, а хранение с небольшим сроком, где произведенное количество зависит от цены, ожидаемое на момент продажи, как и предложение на момент продажи определяет текущую цену, были параллельно и независимо друг от друга впервые исследованы в 1930 году в статьях голландского экономиста Яна Тинбергена «Определение и интерпретация кривых предложения: описание», американского экономиста Генри Шульца «Значения статического спроса» и итальянского экономиста Умберто Ричи «Синтетическая экономика». В 1934 году вышла статья американского экономиста Н. Калдора «Определение статистического равновесия», в которой модель получила название паутинообразной на основании того, что график кривых, отражающих изменения цен, образовывают паутину.

## Допущения
Модель имеет ряд предпосылок:
- совершенная конкуренция.

## Утверждение
Цены устанавливаются на основе колебаний спроса и предложения, а вне состояния равновесия не обязательно возвращаются к нему.

## Иллюстрация модели

Раскручивающаяся спираль

Постоянные колебания

Нелинейные колебания

Производитель на основе текущей цены {\displaystyle P} определяет количество {\displaystyle Q} продукции, которое поставит на рынок в предстоящий период. Если текущая цена {\displaystyle P} высока, то производители начинают увеличивать свой объём производства, чтобы в конце своего производственного цикла сделать поставку своей продукции на рынок. Производители в рамках собственной кривой предложения действуют с запозданием, так как связывают своё количество последующего периода на основе текущей цены, причем период — это производственный цикл партии.
Равновесие модели фиксируется в точке пересечения кривой предложения {\displaystyle SS} и кривой спроса {\displaystyle DD} в точке {\displaystyle E}, где количество {\displaystyle Q^{*}}, которое потребуется покупателям, совпадает с количеством, которое производители готовы поставить.

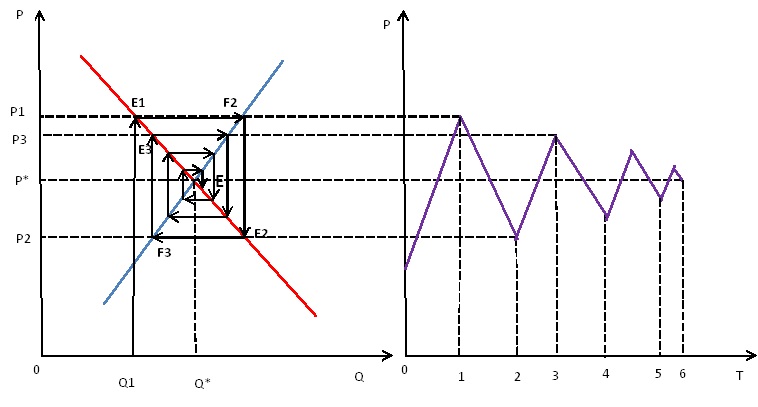
Сходящаяся спираль
Если крутизна линии предложения больше, чем крутизна падающей линии спроса, то колебания постепенно затухают, спираль закручивается внутрь, достигается равновесие до следующего экзогенного толчка:
{\displaystyle {\frac {dQ^{S}/Q}{dP^{S}/P}}<\left|{\frac {dQ^{D}/Q}{dP^{D}/P}}\right|,}
В случае изменения (падения) количества производства до уровня {\displaystyle Q_{1}}, что соответствует точки {\displaystyle E} на кривой спроса, равной цене {\displaystyle P_{1}}, что выше равновесной цены {\displaystyle P^{*}}. Новая цена стимулирует производителей производить больше, равной точки {\displaystyle F2} на линии предложения, но покупатели готовы покупать только по цене {\displaystyle P^{2}} , что соответствует точке {\displaystyle E2} на кривой спросе, а значит производители принимают решение сократить производство до уровня {\displaystyle F3} на кривой предложения, что позволяет поднять цены до уровня {\displaystyle P^{3}}, что соответствует точке {\displaystyle E3} на кривой спроса и так далее до точки равновесия {\displaystyle E}.
Раскручивающаяся спираль
Если линяя предложения обладает меньшей крутизной, чем линяя спроса, то спираль раскручивается, колебания увеличиваются:
{\displaystyle {\frac {dQ^{S}/Q}{dP^{S}/P}}>\left|{\frac {dQ^{D}/Q}{dP^{D}/P}}\right|.}
Постоянные колебания
Если линяя спроса и предложения обладают одинаковой крутизной, то равномерные колебания являются постоянными, бесконечно колеблясь вокруг положения равновесия:
{\displaystyle {\frac {dQ^{S}/Q}{dP^{S}/P}}=\left|{\frac {dQ^{D}/Q}{dP^{D}/P}}\right|.}
Нелинейные колебания
Кривые спроса и предложения могут иметь такие формы, при которых крутизна кривой предложения в точке равновесия меньше, чем кривой спроса. При незначительных изменениях колебания раскручиваются, а при значительных изменениях колебания имеют затухающие колебания до определенного уровня, где имеют постоянные колебания.

## Применение
Положительное применение модели отмечается при анализе рынка кукурузы и свинины в начале XX века, денежной теории и теории экономических циклов в 1950-х годах, на рынке труда юристов, врачей и инженеров в 1970-х годах, российского фармацевтического рынка.

## Критика
Ряд исследователей отмечают слабые места модели:
- продолжение выпуска продукции в условиях ожидания производителями своих потерь;
- отсутствие чётких определений и перехода от краткосрочной к долгосрочной кривой предложения;
- механизм ожиданий, при которых производители могут повысить точность своих оценок, обнаружив схему ошибок прогноза сами и включив их в свои прогнозы;
- причина использования механизма прогнозирования производителями;
- отсутствие корреляции ошибок в прогнозе, при которых пример прошлых прогнозных ошибок нельзя использовать для повышения точности прогнозов;
- модель предсказывает более короткий ценовой цикл, чем тот, который наблюдается.